# Meritxell (nom)
Meritxell o Maria de Meritxell, o informalment Meri o Txell, és un nom femení d'advocació mariana a la Mare de Déu de Meritxell. Originalment, els prenoms derivats d'advocacions marianes completaven el nom de Maria (Maria de) fins que han pres significat per si mateixos, i, lògicament, són femenins.

## Origen
Joan Coromines, a l'Onomasticon Cataloniae deriva Meritxell de l'ètim merig, apòcope de "mig dia". Aquest mot era usat pels pastors per a referir-se a les pastures que es trobaven en la vessant solana de la muntanya. El Santuari vell de Meritxell es troba en una vessant amb aquesta orientació sud. Seguint aquesta línia, altres hipòtesis diuen que prové del llatí meridien, és a dir "sol de migdia" o "petit migdia".
Una tercera hipòtesi la deriva del protobasc (llengua que al Baix Imperi Romà i fins a l'alta edat mitjana es parlava a Andorra com arreu dels Pirineus), com a fusió dels molts Mari i Etxea, i vindria a significar "casa de Mari" (Mari és la deessa principal de la religió basca precristiana). o Maria i Etxea, és a dir, "casa de Maria".

## Onomàstica
- 8 de setembre: Dia de les Verges Trobades, Diada de Meritxell a Andorra.

## Personatges famosos
- Meritxell Batet i Lamaña, advocada, política i diputada a les Corts espanyoles
- Meritxell Borràs i Solé, política, diputada al Parlament de Catalunya i Consellera de Governació i Relacions Institucionals
- Meritxell Cabezón i Arbat, advocada, política i diputada al Congrés dels Diputats d'Espanya
- Meritxell Cucurella-Jorba, poetessa i dramaturga
- Meritxell Falgueras i Febrer, periodista i sumiller
- Meritxell Gené i Poca, cantautora i mestra
- Meritxell Margarit i Torras, periodista i escriptora
- Meritxell Mateu i Pi, política i Presidenta del Consell General d'Andorra
- Meritxell Querol Brossa, química sabadellenca.
- Meritxell Roigé i Pedrola, política i diputada al Parlament de Catalunya
- Meritxell Ruiz i Isern, política i diputada al Parlament de Catalunya
- Meritxell Rovira Clusellas , Investigadora, llicenciada en Biología (2001) per la Universitat de Barcelona i doctora en Ciencias de la Salut i de la Vida (2007) per la Universitat Pompeu Fabra.
- Meritxell Planella, periodista en RNE

## Toponímia
- Meritxell, nucli de població de Canillo (Andorra)
- Santuari de la Mare de Déu de Meritxell, a Canillo (Andorra)
- Santuari vell de Meritxell, a Canillo (Andorra)
- Avinguda de Meritxell, a Andorra la Vella (Andorra)